# Bulbophyllum sarcophyllum
Bulbophyllum sarcophyllum là một loài phong lan thuộc chi Bulbophyllum.